# ヴィリー・ヘロルト
ヴィリー・ヘロルト（ドイツ語: Willi Herold, 1925年9月11日 - 1946年11月14日）は、ドイツの兵士。第二次世界大戦末期、一兵卒でありながら将校の身分を詐称し、多数の敗残兵を指揮下に収め、彼らと共に収容所を不当に支配して囚人の虐殺を行った事で知られ、「エムスラントの処刑人（Der Henker vom Emsland）」の異名で呼ばれた。敗戦後、連合国軍によって逮捕され、裁判の後に戦争犯罪人として処刑された。

## 経歴
1925年、ザクセン州ルンツェナウにて、屋根ふき職人の息子として生を受ける。
1932年から1940年までは国民学校に出席。1940年から1943年までは技術学校（Technische Schule）に出席し、煙突清掃員としての訓練を受けた。逮捕後に彼自身が語ったところによれば、この時期には必須演習への無断欠席のためヒトラーユーゲントを追放されたという。
1943年6月6日、国家労働奉仕団（RAD）からの招集を受け、占領下フランスにて大西洋の壁の建設工事に従事する。9月11日にRADを除隊、9月30日から空軍に徴兵され兵役に就く。タンガーミュンデに駐屯する降下猟兵連隊にて訓練を終えた後、イタリア戦線に派遣され、ネットゥーノやモンテ・カッシーノなどを巡る激戦に参加した。この戦いの中で上等兵に昇進した。その後、部隊はドイツ本国へと移動し、グラムゼ戦闘団（Kampfgruppe Gramse）に合流した。

### 脱走
1945年3月、ドイツ＝オランダ国境からほど近いグローナウを巡る戦いの最中にヘロルトは脱走し、バート・ベントハイム方面へと徒歩で向かった。その最中、ヘロルトは側溝に落ちた軍用車の残骸を発見する。車内には大量の荷物が残されており、箱の1つを開けてみると、勲章の付いた真新しい空軍大尉の軍服が収められていたという（ただし、制服を入手した経緯については目撃者がおらず、逮捕後の本人の証言しかないため正確なことは分かっていない）。これを着用して大尉に扮したヘロルトが更に北へと歩いていると、若い敗残兵に「大尉殿！」と呼び止められた。彼に部隊から逸れたので指示が欲しいと請われたヘロルトは、自分の指揮下に入るように命じた。その後も道中で敗残兵たちと合流しつつ北進を続け、メッペンに到達した時点ではおよそ30人の兵士が彼の指揮下に入っていた。また、エムスラント州ラーテンでは2cm高射機関砲を押収している。彼らは「ヘロルト戦闘団（Kampfgruppe Herold）」、「ヘロルト野戦即決裁判所（Standgericht Herold）」、「ヘロルト衛兵隊（Leibgarde Herold）」などの部隊名を自称した。
車を手に入れると敗残兵の1人を運転手に指名した。検問所では憲兵による書類提示の要請を拒否したため取り調べを受けたが、あまりにも堂々とした振る舞いのため、取り調べの担当将校はヘロルトを空軍大尉と信じ込み、シュナップスを注いで歓迎した。パーペンブルクでは、付近の収容所が脱獄囚の捜索を行っているとの報告を受け、市長および地元のNSDAP地区指導者と会談した。ヘロルトは「自分には任務があり、法的な些事のために割く時間はない」として、脱獄囚の即時射殺を命じた。

### アシェンドルフ収容所

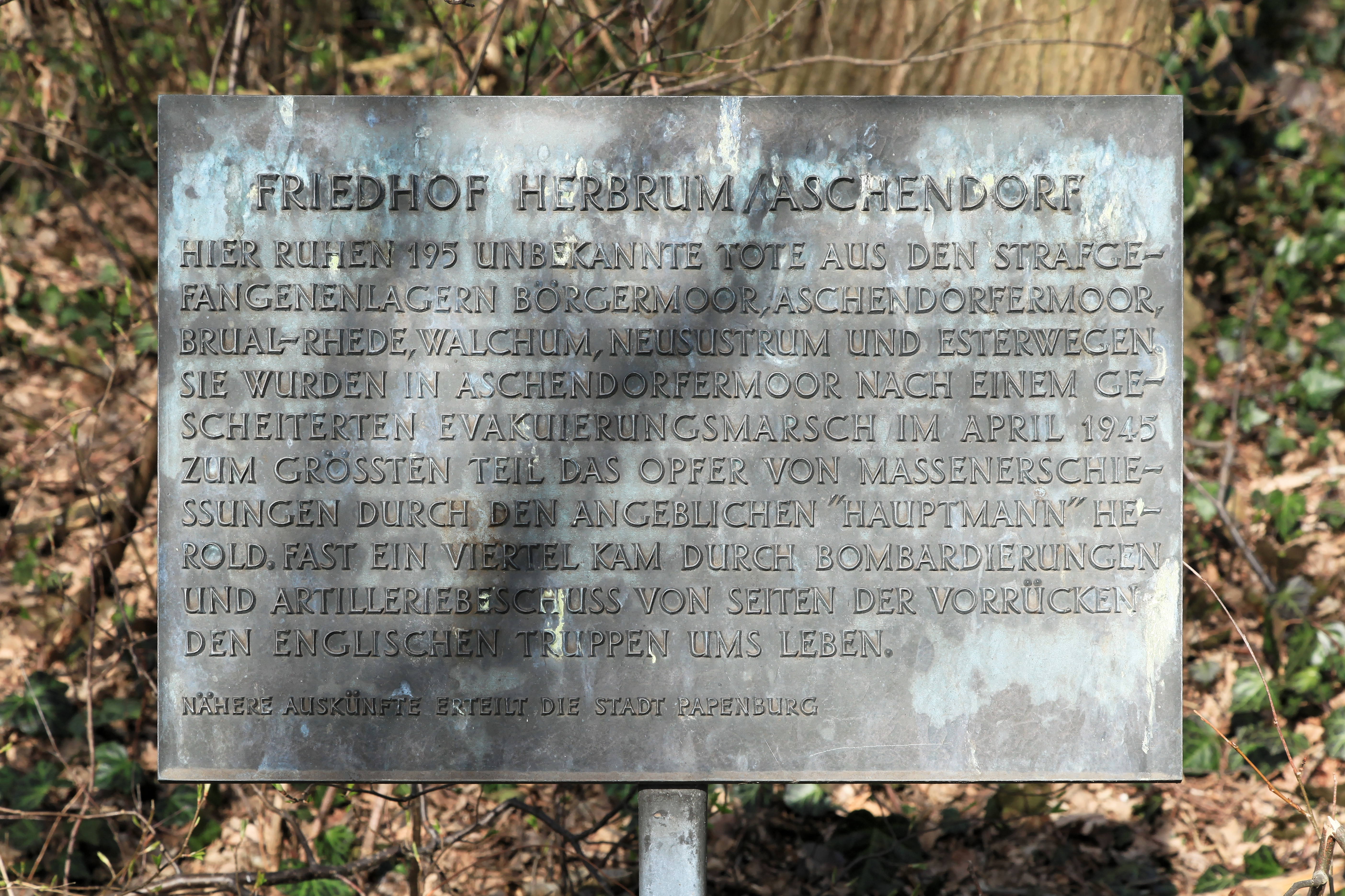
アシェンドルフ湿原収容所跡の集団墓地に建てられた、犠牲者を追悼する看板

1945年4月12日、ヘロルトらの一行はエムスラント収容所アシェンドルフ湿原支所に到達した。
同収容所では、主にドイツ国防軍の脱走兵や政治犯が収容されていた。本来の収容人数は1,000人程度だったが、当時は敵の前進に伴い放棄された周辺の収容所からも囚人らが移送され、およそ3,000人が収容されていた。エムスラント収容所群のうち、第1（ベルゲル）、第3（ブルアル＝レーテ、第4（ヴァルヒュム）、第5（ノイシュトルム）、第7（エステルヴェーゲン）の各支所は、戦況の悪化を受けて1945年4月初旬に疎開を命じられ、囚人ら（主に国防軍の脱走兵や刑事犯）は徒歩で第2支所（アシェンドルフ）へと移送された。この移動の際、監視の不徹底のため多くの囚人が脱走し、周辺のアシェンドルフ/ヒュームリング地区にて治安悪化を招いた。脱獄囚が農民たちから食料を盗み、娘たちを強姦すると脅して回っているという噂が瞬く間に広まった。地元住民らの強い要望のもと、当局は収容所職員と国民突撃隊を派遣して脱獄囚の捜索に当たらせた。しかし、住民らの脱獄囚に対する不安は以後も高まる一方で、やがて地元党組織、自治体、ゲシュタポの合意のもと、第2支所の囚人を「作戦地域での略奪」を犯したとして裁判無しで処刑せよとの命令が出されることとなる。
アシェンドルフに現れたヘロルトは、収容所および地元党組織の幹部らに「総統は自分に全権を与えた」と語り、野戦裁判所を設置して秩序の回復を図ると宣言した。既に事態を収拾する能力を失いつつあり、また囚人の大規模な脱走という不祥事に対する中央からの処罰を恐れていた収容所および党組織の幹部らは、総統の命令のもと活動しているというヘロルトの嘘を疑おうとしなかった。管区指導者のゲルハルト・ブッシャー（Gerhard Buscher）は、正式にヘロルトに処刑命令の実行を依頼した。こうして、ヘロルトと敗残兵らによる収容所の支配が始まった。
敗残兵らは逮捕された脱獄囚の一団を連行すると、3人をひざまずかせて射殺し、別の8人を連れてきて長さ7m、幅2m、深さ1.80mの大きな穴を掘らせた。4月12日18時00分、30人の囚人が穴の前に並ばされた。敗残兵らは運び込んだ高射機関砲を据え付けると囚人らに向けて掃射を行い、弾づまりが起こった後、足だけが吹き飛ばされ即死しなかった者などを1人ずつ銃を使って射殺した。穴の中にも生き残りがいないか死体を蹴って確認し、さらに手榴弾が投げ込まれた。続く2つの囚人グループは機関銃によって射殺され、この際には撃たれる前に「総統万歳！」（Heil mein Führer!）と叫ぶよう囚人らに命じていた。日没までに98人が殺害された。国民突撃隊部隊も出動させ、脱獄囚の捜索逮捕および処刑に当たらせた。殺すための脱獄囚が少なくなってくると、ヘロルトらは外国人や脱走兵といったその他の囚人の拷問および処刑に手を染めた。13日には74人が殺害された。
4月19日、イギリス空軍によって収容所が爆撃を受けた。この際、生き残っていた囚人のほとんどが脱走した。ヘロルトと敗残兵らは収容所を放棄し、戦争犯罪を重ねながら放浪した。4月20日にはパーペンブルクで連合国軍の到着に備えて家に白旗を掲げていた農夫を逮捕して絞首刑に処した。翌日にはレーアに到着した。一行はホテルに一泊した後、再び野戦裁判所の設置を宣言し、2人の男性を逮捕して処刑した。海軍の脱走兵1人と精神障害者1人も続けて処刑された。4月25日、レーア刑務所に収監されていたオランダ人5人の身柄を引き取り、数分間の裁判でスパイ容疑者として形式的に裁き、墓穴を掘らせた後に射殺した。彼らはヘロルトらが手にかけた最後の犠牲者だった。
連合国軍から逃れるべくヘロルトらは後退を続けていたが、アウリッヒに到着した時点で現地のドイツ軍司令官の命令により全員が逮捕された。5月3日、海軍軍事裁判所にてヘロルトは全ての罪を自白し、翌日には前線執行猶予処分（Frontbewährung）、すなわち執行猶予大隊への転属が決定した。しかし、ヘロルトは出頭せず姿を消し、そのまま敗戦まで潜伏していた。

### 戦後
潜伏していたヘロルトはヴィルヘルムスハーフェンにて煙突清掃員として働いていた。1945年5月23日、食パン1斤を盗んだとして現地に進駐していたイギリス海軍に逮捕された。その後の取り調べの中で、彼が多数の戦争犯罪を犯したことが明らかになった。1946年2月1日、イギリス軍はヘロルトと彼が率いた敗残兵たちを集め、アシェンドルフ湿原収容所跡にて犠牲者の遺骨を掘り返すように命じた。最終的に195人分の遺骨が回収された。
1946年8月、イギリス軍はオルデンブルクにてヘロルトと敗残兵らあわせて14人を裁くための軍事裁判を設置した。彼らは125人の殺害について責任を負うものと判断された。1946年8月29日、被告のうちへロルトと6人の敗残兵に対して死刑が、5人に対して無罪の判決が言い渡された。ただし、死刑判決が下った敗残兵の1人は後に控訴を行い、判決が取り消されている。1946年11月14日、ヴォルフェンビュッテル戦犯収容所にてへロルトと5人の敗残兵のギロチンによる斬首刑が執行された。執行はフリードリヒ・ヘーアが担当した。
尋問中、虐殺の動機について問われると、ヘロルトは「何故収容所の人々を撃ったのか、自分にもわからない」と答えたという。
裁判を受けてノルトヴェスト新聞の論説委員は、「グロテスクな冗談は頻繁に語られ、例えば『そうせよと命じられたなら、我々は郵便受けにさえ腕を上げ答礼するだろう』などと言われていた。いつもそれを聞いて笑っていたものだ。だが、それは誤りだった。」と語った。また、ヘロルトについては「不法行為や法的不確実性の中で多くの人々が嘆かわしい精神状態に陥った時代」が故に生じた現象であり、ニュルンベルク裁判で告発された要人らの名を挙げつつ、「彼らの教えの体現者であり、彼らの理想の通りに大量殺人者へと歪められた若者の試作品」と評した。さらに、ヘロルトに従った敗残兵らについて、「彼らはヘロルトのことを知らず、制服に従った。死体のような従順さ、自分の頭で考える能力の欠如の結果であり、それこそが癌のように私たちの魂を蝕んでいた」と批判し、この「道徳の背骨の歪み」を矯正するには何年も掛かるだろうと述べた。
起訴を受けた者を除くと、ヘロルトの指揮下に収まっていた敗残兵らの身元はほとんど特定されていない。
現在、アシェンドルフ湿原収容所跡とレーアには虐殺の犠牲者を弔う碑が残されている。

## 書籍
- Kurt Buck: In Search of the Moor Soldier. Emslandlager 1933-1945 and the historical places today. 6th, extended edition. Documentation and Information Center Emslandlager, Papenburg 2008, ISBN 978-3926277169.
- TXH Pantcheff: The Executioner of the Emsland. Willi Herold, 19 years old. A German lesson . Bund-Verlag, Cologne 1987, ISBN 3-7663-3061-6 . (2nd edition as: The Executioner of Emsland: Documentation of a barbarism at the end of the war 1995. Schuster, Leer 1995, ISBN 3-7963-0324-2).
- Heinrich and Inge Peters: Pattjackenblut. Dying to die - in line with 5 members. The "Herold Massacre in the Emsland camp II Aschendorfermoor in April 1945". Books on Demand, Norderstedt 2014, ISBN 978-3-7357-6297-9.

## テレビ番組
- NHK「19才の独裁者 極限戦場の虐殺 〜なぜ誰も止められなかったのか?〜」（『ダークサイドミステリー』2024年7月9日放送）[7] - 「へロルト大尉事件」の検証番組。

## 映画
- 『Der Hauptmann von Muffrika』（1998年） - ヘロルトによる虐殺を題材としたドキュメンタリー映画[8]
- 『ちいさな独裁者』（原題：Der Hauptmann, 2017年） - へロルトによる身分詐称とその顛末を題材とした映画。ロベルト・シュヴェンケ監督[9]